# Elia Luini
Elia Luini (ur. 23 czerwca 1979 w Gavirate) – włoski wioślarz, srebrny medalista w wioślarskiej dwójce podwójnej wagi lekkiej podczas Letnich Igrzysk Olimpijskich w Sydney.

## Osiągnięcia
- Mistrzostwa Świata Juniorów – Glasgow 1996 – dwójka podwójna – 16. miejsce[2].
- Mistrzostwa Świata Juniorów – Hazewinkel 1997 – jedynka – 3. miejsce[2].
- Mistrzostwa Świata – Aiguebelette-le-Lac 1997 – jedynka wagi lekkiej – 7. miejsce[2].
- Mistrzostwa Świata – Kolonia 1998 – czwórka podwójna wagi lekkiej – 1. miejsce[1][2].
- Mistrzostwa Świata – St. Catharines 1999 – czwórka bez sternika wagi lekkiej – 4. miejsce[2].
- Igrzyska Olimpijskie – Sydney 2000 – dwójka podwójna wagi lekkiej – 2. miejsce[1][2].
- Mistrzostwa Świata – Lucerna 2001 – dwójka podwójna wagi lekkiej – 1. miejsce[1][2].
- Mistrzostwa Świata – Sewilla 2002 – dwójka podwójna wagi lekkiej – 1. miejsce[1][2].
- Mistrzostwa Świata – Mediolan 2003 – dwójka podwójna wagi lekkiej – 1. miejsce[1][2].
- Igrzyska Olimpijskie – Ateny 2004 – dwójka podwójna wagi lekkiej – 12. miejsce[1][2].
- Mistrzostwa Świata – Gifu 2005 – czwórka bez sternika wagi lekkiej – 3. miejsce[1][2].
- Mistrzostwa Świata – Eton 2006 – dwójka podwójna wagi lekkiej – 2. miejsce[1][2].
- Mistrzostwa Świata – Monachium 2007 – dwójka podwójna wagi lekkiej – 5. miejsce[1][2].
- Igrzyska Olimpijskie – Pekin 2008 – dwójka podwójna wagi lekkiej – 4. miejsce[1][2].
- Mistrzostwa Świata – Poznań 2009 – dwójka podwójna wagi lekkiej – 3. miejsce[2].
- Mistrzostwa Europy – Brześć 2009 – dwójka podwójna wagi lekkiej – 2. miejsce[2].
- Mistrzostwa Europy – Montemor-o-Velho 2010 – dwójka podwójna wagi lekkiej – 6. miejsce[2].